# Лежайський повіт
Лежайський повіт (пол. powiat leżajski) — один з 21 земських повітів Підкарпатського воєводства Польщі. Утворений 1 січня 1999 року внаслідок адміністративної реформи.

## Загальні дані
Повіт знаходиться у північній частині воєводства.
Адміністративний центр — місто Лежайськ.
Станом на 1.01.2008 населення становить 69 028 осіб, площа 584,25 км².

## Демографія
Демографічні дані повіту станом на 30.06.2005:
|       | Всього | Всього | Жінки  | Жінки | Чоловіки | Чоловіки |
| ----- | ------ | ------ | ------ | ----- | -------- | -------- |
|       | осіб   | %      | осіб   | %     | осіб     | %        |
| Повіт | 69 251 | 100    | 35 068 | 50,6  | 34 183   | 49,4     |
| Міста | 20 736 | 100    | 10 797 | 52,1  | 9939     | 47,9     |
| Села  | 48 515 | 100    | 24 271 | 50    | 24 244   | 50       |